# De Partij van de Blijheid
Heer Bommel en de Partij van de Blijheid (in boekuitgaven/spraakgebruik verkort tot De Partij van de Blijheid) is het 43ste verhaal uit de Bommelsaga, geschreven en getekend door Marten Toonder. Het verhaal verscheen voor het eerst op 16 maart 1951 en liep tot 29 mei van dat jaar. Thema: Een Rommeldamse partij met één lid, de oprichter.

## Samenvatting
Het is al wekenlang slecht weer. Heer Bommel is daardoor somber. Tom Poes stelt voor om de partij van de blijheid op te richten. Heer Bommel vindt dat een goed idee, en later Super en Hieper ook nog. Het stadsbestuur ziek, zelfs de burgemeester gaat op vakantie om beter te worden, en uiteindelijk wordt Wammes Waggel daardoor waarnemend burgemeester. Dat komt Super en Hieper goed uit. Ze bouwen een compleet pretcentrum, en de bevolking wordt verplicht vrolijk te zijn, maar dat wel zelf te betalen. Dus wordt de tegenstand algauw groter. Tom Poes leidt het verzet, maar de politie gelooft hem niet. Gelukkig belt de burgemeester met de vraag hoe de toestand is. En als gevolg daarvan keert hij snel terug en stelt orde op zaken. Dat betekent helaas ook het einde van de partij van de blijheid.

## Voetnoten
1. ↑  Het zal wederom niet de laatste keer zijn dat de kasteelheer zich met politiek inlaat.
2. ↑  In dit verhaal debuteert ambtenaar eerste klasse Dorknoper.